# Guido delle Colonne

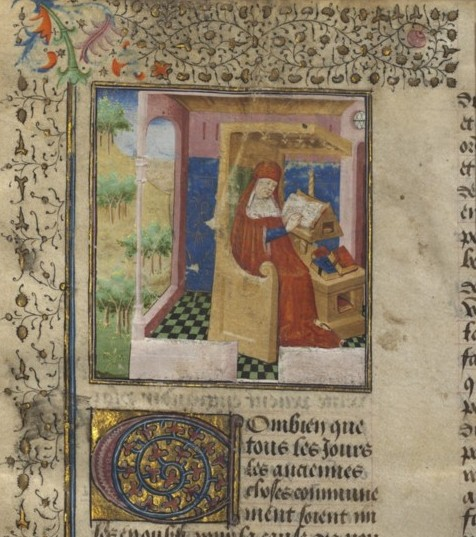
Guido delle Colonne en su estudio
Historia destructionis Troiae

Guido delle Colonne, también conocido como Guido de Columpna de Messana y como Guido Columpnis, fue un jurista, escritor y poeta del siglo XIII. Escribió poemas en italiano, algunos de los cuales fueron alabados por Dante en su obra De vulgari eloquentia. Sin embargo, su obra más importante es la Historia destructionis Troiae, escrita en torno al año 1287, versión resumida en latín del Roman de Troie francés de Benoît de Sainte-Maure, que tuvo una gran influencia en la literatura europea. En Castilla, tradujo la Historia destructionis Troiae Pero López de Ayala. Boccaccio se inspiró en ella para desarrollar su Filostrato.
La Historia de la destrucción de Troya se basa en las obras de Dares Frigio y Dictis Cretense; si bien de segunda mano porque, como explica Manuel Casquero en la introducción a la versión castellana, Guido tradujo la obra del francés Benoît de Saint-Maure, escrita en torno al 1160, y la Ilíada Latina de Simón Aurea Capra, que data del segundo cuarto del siglo XII, agregando solo unos pocos datos.
Como era habitual en la Baja Edad Media, se considera a Dares, supuesto troyano, y a Dictis, guerrero de la tropa de Idomeneo, como testigos presenciales de la guerra de Troya, mientras que se desacredita el testimonio homérico. Lo cierto es que ambos autores son pseudónimos y sus obras corresponden a reelaboraciones tardías de los mitos.
El libro contiene algunos errores: se confunde a Peleo, padre de Aquiles, con Pelias, rey de Yolco y tío de Jasón (el relato comienza con la expedición de los Argonautas y la destrucción de Troya por Heracles) y se asegura que Aquiles heredó el reino de Tesalia de su padre, siendo que este lo sobrevivió.